# 古賀瑠
古賀 瑠（2004年7月29日—）是日本的俳優，前童星，前隶属于テアトルアカデミー，現隶属于Theatre Academy旗下。

## 出演作品

### 舞台
2014年
- 國王與我（甘えんぼ）

2015年
- 忍者亂太郎（鶴町伏木藏）
- BROTHERS CONFLICT ―BROTHERS ON STAGE! 2―（彌）
- 十五少年漂流記（狄克）
- 史古基（彼得·克瑞奇）

### 電視動畫
2014年
- 蟲師 續章（草介）

2016年
- 制約之絆（阿部勝平〈幼少期〉）

### 吹替
2015年
- 恐龍當家（阿羅〈幼少期〉）

### 電視
2013年
- 真實的恐怖故事

2024年
- 假面騎士GAVV （吉普・史托瑪克/吉普・賈爾達克）